# Jamar Loza
Jamar Loza er en jamaicansk fodboldspiller, som spiller for den engelske klub Maidstone United.
I 2013 skrev Jamar Loza under på en treårig kontrakt hos den engelske storklub Norwich City. Da Jamar Lozas treårige kontrakt udløb, skrev han kontrakt for den mindre engelske klub Maidstone United hvor han har spillet siden 2016.